# 萨勒 (上萨瓦省)
萨勒（法語：Sales，法語發音：[sal] ⓘ）是法国上萨瓦省的一个市镇，位于该省西南部，属于阿讷西区。

## 地理
萨勒（45°52'30"N, 5°57'37"E）面积9.21 平方千米，位于法国奥弗涅-罗讷-阿尔卑斯大区上萨瓦省，该省份为法国东部省份，历史上为薩伏依的一部分，北与瑞士接壤，西接安省，南至萨瓦省，东与瑞士和意大利接壤。
与萨勒接壤的市镇（或旧市镇、城区）包括：布西、菲耶尔河畔欧特维尔、马尔塞拉阿尔巴奈、呂米伊、菲耶尔河畔瓦利耶尔。
萨勒的时区为UTC+01:00、UTC+02:00（夏令时）。

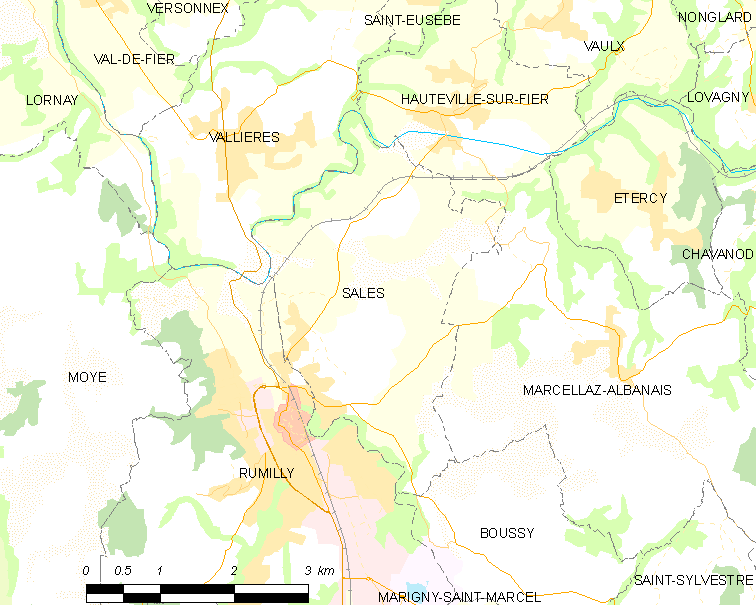
萨勒的OSM定位图

## 行政
萨勒的邮政编码为74150，INSEE市镇编码为74255。

## 政治
萨勒所属的省级选区为吕米伊县。

## 交通
上萨瓦省省道D3线、D16线、D31线、D248线和D256线经过萨勒境内，有客运巴士前往省会阿讷西。

## 人口

1962-2008年间萨勒人口变化图示

萨勒于2022年1月1日时的人口数量为2267人。